# النا پاولیدی
النا پاولیدی (ارمنی: Ելենա Պավլիդի؛ انگلیسی: Elena Pavlidie؛ ۲۲ سپتامبر ۱۹۵۳) رقصنده باله اهل ارمنستان است.

## زندگی‌نامه
وی در ۲۲ سپتامبر ۱۹۵۳ در ایروان به دنیا آمد و از کالج دولتی هنر رقص ایروان (۱۹۷۰) فارغ‌التحصیل گشت. هوهانس دیوانیان و ماریا دیوانیان همسر و دختر وی می‌باشند